# Odostemon quinquefolius
Odostemon quinquefolius là một loài thực vật có hoa trong họ Hoàng mộc. Loài này được Standl. mô tả khoa học đầu tiên năm 1918.